# فرش بوینوز

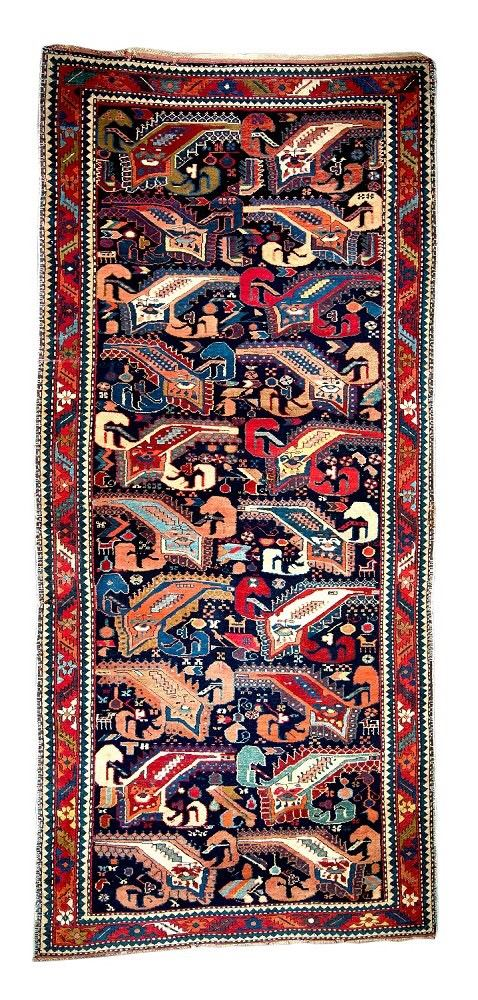
فرش "بوینوز". قره‌باغ، آذربایجان. اواخر قرن ۱۹ - اوایل قرن ۲۰. تار و پود، پرز – پشم. مجموعه موزه ملی فرش آذربایجان

فرش‌های بوینوز (فرش‌های شاخ) فرش‌های پرزدار از منطقه قره‌باغ و نوعی از فرش قره‌باغ هستند.

## اطلاعات کلی
فرش‌های بوینوز نوعی از فرش قره‌باغ هستند. آن‌ها در مراکز مختلف بافندگی قالی قره‌باغ ساخته می‌شدند. مراکز اصلی تولید هورادیز و دیگر مراکز بافندگی قالی در منطقه فضولی (شهر) بودند. فرش‌های بوینوز، که در قرن ۱۹ در مراکز تولید قالی گنجه گنجانده شدند، ویژگی‌های فنی قالی‌های محلی را به خود گرفتند و با آن‌ها هم‌جوش شدند. فرش‌های بوینوز در گنجه توسعه یافتند و به نام‌های تاپانچا (تفنگ)، گنجه و دیگران نام‌گذاری شدند. فرش‌های بوینوز یا "شاخ" عناصر شاخ در طرح‌های خود دارند. بافندگان قدیمی‌تر ممکن است این نوع فرش‌ها را هورادیز نیز بنامند.

## تحلیل هنری
در دوران باستان، حیوانات شاخ‌دار در آسیای مرکزی، خاورمیانه، قفقاز و همچنین در آذربایجان مقدس تلقی می‌شدند. ابتدا در ارتباط با خانه‌داری و برداشت، سپس با توتم‌گرایی و مفاهیم نجومی، حیوانات شاخ‌دار دارای درک و نمادهای متفاوتی بودند. از دیرباز، شاخ نماد مردانگی، شجاعت و دلیری محسوب می‌شده‌است. تصاویر شاخ‌ها به‌طور مکرر در آثار قالی‌بافی مردمان کهن ترک و محصولات چوب و نمد یافت می‌شوند. در سال ۱۹۵۸، در جریان حفاری‌های تپه حسنلی در جنوب غربی آذربایجان ایران، کاسه طلایی از قرن‌های نهم تا هشتم پیش از میلاد کشف شد. خدایان و همچنین حاکم مقدس آکاد نارام‌سین با شاخ (نارام‌سوئن؛ نارام‌سین آکاد)، که در اواخر هزاره سوم پیش از میلاد زندگی می‌کردند، بر روی کاسه طلایی به تصویر کشیده شدند.
و اکنون، در تعدادی از مناطق آذربایجان، سر یک حیوان شاخ‌دار به عنوان نمادی از شجاعت و دلیری به دروازه یا در متصل می‌شود. در آثار هنری که به صورت واقع‌گرایانه یا به شکل سبک‌شده به تصویر کشیده شده‌اند، شاخ‌های قوچ یا گاو به‌عنوان نمادی از شجاعت و دلیری محسوب می‌شدند. با این حال، شاخ‌هایی که انتهای آن‌ها به یکدیگر نزدیک هستند، یعنی به صورت یک هلال یا به دقت بیشتر، وضعیت از روز اول تا روز هفتم شکل ماه، در نظر گرفته نمی‌شدند که نمادی از قدرت و دلیری باشند بلکه یک توصیف شرطی از ماه بود. پیروان ستاره‌شناسی آن را به‌عنوان یک نیروی مقدس و الهی درک می‌کردند. تصویر شاخ که برای هنر تزئینی خاورمیانه، قفقاز و به ویژه ترک‌زبان‌ها معمول است، تنها بر روی این فرش یافت نمی‌شود. اشکال مختلف این تصویر را می‌توان در فرش‌ها و آثار هنری دیگر مشاهده کرد. از این رو، مردم آذربایجان این فرش را بوینوز (شاخ) نامیدند. خلق این فرش که در آن ترکیب میدان مرکزی از شاخ‌های سبک‌شده تشکیل شده، با درک و باورهای خیالی مرتبط است. تصاویر شاخ معانی اصلی خود را از دست داده‌اند و اکنون تنها معنای تزئینی و زینتی دارند. عناصری که به‌لحاظ شکل به‌یکدیگر مشابه هستند و تزئینات میدان مرکزی فرش را تشکیل می‌دهند، به‌صورت افقی و یک‌به‌یک بر اساس سنت هنری چیده می‌شوند. ساختار نامتقارن این شاخ‌ها به فرش هم زنده‌دلی می‌بخشد و هم امکان بافتن چنین فرش‌هایی با هر اندازه‌ای را فراهم می‌کند. عناصری که اطراف این شاخ‌ها واقع شده‌اند و عنصر اصلی فرش را تشکیل می‌دهند، نقش پر کننده فضاهای خالی در این ترکیب را دارند. تنوع رنگی شاخ‌ها از هماهنگی کلی سایه‌های فرش نمی‌کاهد.

## مشخصات فنی
فرش‌های بوینوز در اندازه‌های مختلف بافته می‌شوند. در قرن‌های ۱۸–۱۹، فرش‌های بوینوز نیز در مجموعه فرش خالی گابا یافت می‌شدند. تراکم گره‌ها: از ۳۰x۳۰ تا ۳۶x۳۶ در هر دسی‌متر مربع (۹۰,۰۰۰-۱۵۰,۰۰۰ گره در متر مربع). ارتفاع پرز: ۷-۹ میلی‌متر. فرش‌های بوینوز به‌عنوان یکی از بهترین فرش‌های قره‌باغ شناخته می‌شوند.